# Хипантијум
Хипантијум (ύπο — испод и άνθος — цвет) или цветни пехар код скривеносеменица је структура у којој базални делови чашице, крунице и прашника формирају коморицу у облику пехара, док базални део настаје разрастањем цветне ложе. Понекад се назива и цветном цеви, термином који се користи и за круничну цев и цев чашице. Често може да има и нектарије. Јавља се код већине цветница, иако варира по димензијама и изгледом, што је често диференцијална особина за идентификацију појединих сродних врста

## Облици хипантијума
Његово присуство је карактеристично за породице Rosаceae, Grossulariaceae, Saxifragaceae, Fabaceae и друге. Код неких врста хипантијум је плитак, левкаст као код јудиног дрвета, а код неких бокаласт дубок као код јапанске дуње. У неким случајевима хипантијум је тако дубок и узак при врху да уздиже све цветне делове изнад плодника па се такав плодник назива потцветним. Код неких врста хипантијум остаје део плода и као препознатљив има народни назив као шипак код руже, или научни цинародијум код јабучастих (лажних) плодова. У литератури се понекад хипантијум доводи у везу са плодом па се хипантијумом назива плод који се састоји од великог дела цветне ложе, увећане испод чашице, као код зимоцвета, руже или крушке. Хипантијум као део плода може да буде сув и одрвењен или сочан и меснат.
Хипантијум може да обухвата плодник лабаво или чврсто; у неким случајевима може да буде спојен са зидом плодника, а варира и у дужини. На ободу спољне стране хипантијума налазе се режњеви чашице или слободни чашични листићи, круница и прашници. Цветови фамилије ружа увек имају неку врсту хипантијума од кога полазе чашични и крунични листићи као и прашници, а по ободу су увек присутне и нектарије које продукују нектар који привлачи инсекте опрашиваче. 

## Функција
Хипантијум вишеструко помаже при репродукцији, а посебно странооплодњи, пружајући заштиту од атмосферилија и представља складиште за део полена ослобођеног из сопствених или туђих антера пренетог инсектима. Ветром, инсектима и другим полинаторима депоновани полен преноси се до цветова других индивидуа чиме се повећава могућност опрашивања, посебно унакрсног. Хипантијум такође пружа структурну потпору и стабилност цвету, чвршће повезујући његове делове са цветном дршком. 